# Ennery (Haiti)
Ennery este o comună din arondismentul Les Gonaïves, departamentul Artibonite, Haiti, cu o suprafață de 216,89 km2 și o populație de 46.581 locuitori (2009).